# Armee-Abteilung Niederlande
L'Armee-Abteilung Niederlande (en français : Détachement d'armée Pays-Bas) était une unité militaire de l'Armée de terre (Heer) de la Wehrmacht, intermédiaire entre un corps d'armée et une armée, formée le 9 décembre 1944.

## Organisation

### Commandant
| Date                               | Grade               | Commandant             |
| ---------------------------------- | ------------------- | ---------------------- |
| 9 décembre 1944 - 23 décembre 1944 | General der Flieger | Friedrich Christiansen |